# Lodewijk XVII van Frankrijk
Lodewijk XVII (Versailles, 27 maart 1785 – Parijs, 8 juni 1795), van zijn geboorte tot 1789 bekend als Lodewijk Karel, hertog van Normandië; dan van 1789 tot 1791 als Lodewijk Karel, dauphin van Frankrijk; en van 1791 tot 1793 als Lodewijk Karel, kroonprins van Frankrijk, was de zoon van koning Lodewijk XVI van Frankrijk en koningin Marie Antoinette van Oostenrijk. Als de zoon van de koning was hij een Fils de France (zoon van Frankrijk).
Nadat zijn vader tijdens de Franse Revolutie op 21 januari 1793 werd geëxecuteerd, werd de dauphin in overeenstemming met de dynastieke wetten koning van Frankrijk en Navarra in de ogen van de royalisten, maar Frankrijk was inmiddels een republiek en Lodewijk zat in gevangenschap, tot zijn overlijden op 10-jarige leeftijd in juni 1795, naar men zegt aan de gevolgen van koningszeer.

## Biografie
Lodewijk-Karel, Lodewijk XVII,  werd geboren in het Versailles , slechts een paar jaar voordat de Franse Revolutie uitbrak. Werd op dezelfde dag gedoopt in de kapel van het Paleis van Versailles door Lodewijk René Eduard de Rohan, grootkapelaan van Frankrijk, in aanwezigheid van Honoré Nicolas Brocquevielle, priester van de kathedraal van Notre-Dame de Versailles: peetvader Zijn meter was Lodewijk Stanislas Xaverius, de toekomstige Lodewijk XVIII, en zijn meter was Marie-Caroline van Lotharingen, aartshertogin van Oostenrijk, koningin van Twee Sicilië, vertegenwoordigd door Madame Élisabeth. De tweede zoon van Lodewijk XVI en Marie Antoinette, en de jongere broer van Madame Royale, Lodewijk Karel bracht zijn jeugd door in het paleis van Versailles met zijn ouders, omringd door bedienden en verzorgd door zijn gouverneur. Hij werd troonopvolger in 1789, na de vroegtijdige dood van zijn broer,Lodewijk Jozef. De jonge Karel werd zo Dauphin, net toen het koninkrijk in chaos raakte als gevolg van het uitbreken van de Franse Revolutie.

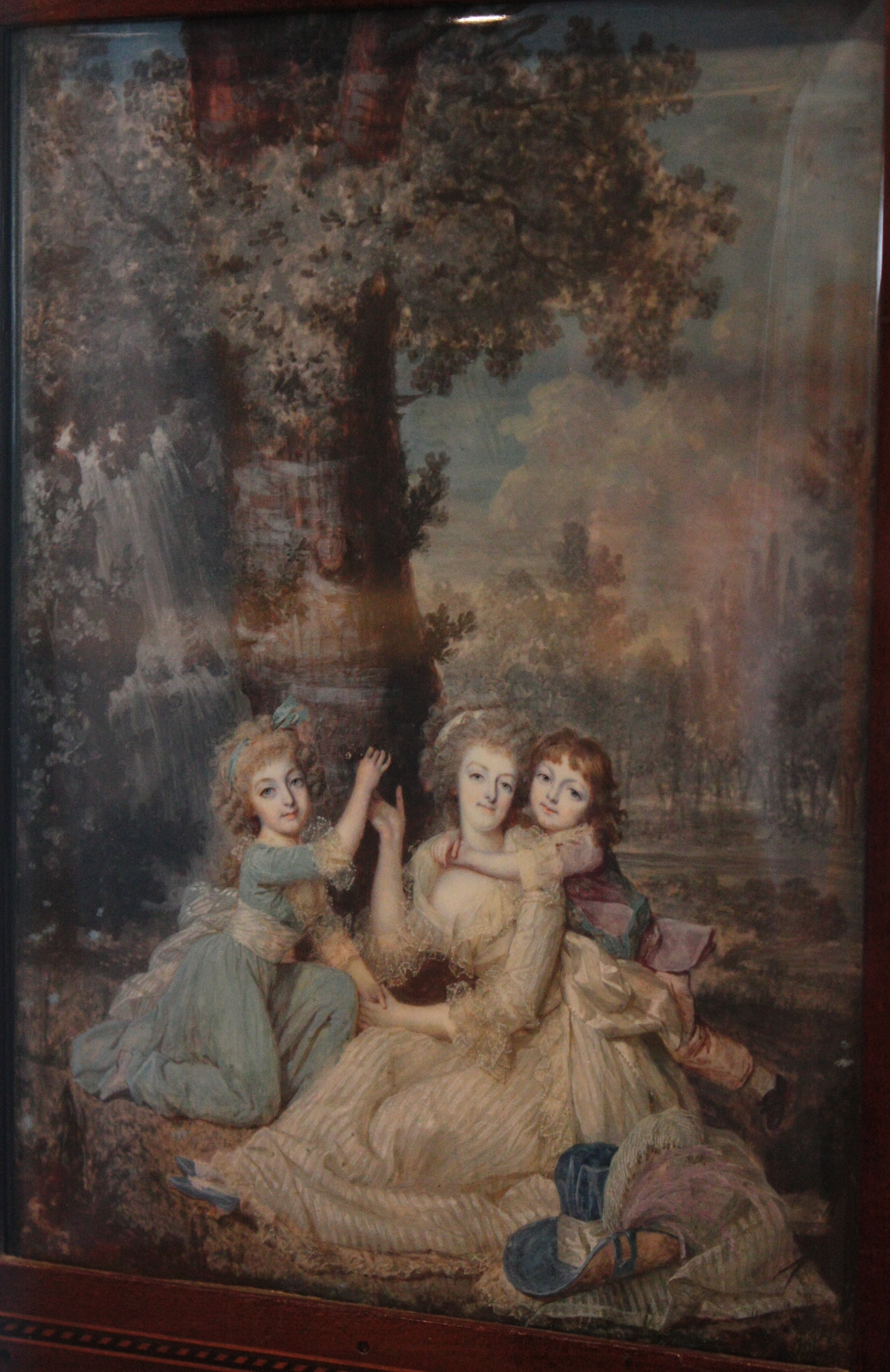
Marie Antoinette en haar kinderen Marie-Thérèse-Charlotte en Louis-Charles, in 1790.

## Toedracht
Beide ouders van Lodewijk Karel werden tijdens de Franse Revolutie in 1793 naar de guillotine gebracht. Lodewijk Karel werd in de Temple opgesloten maar desondanks door royalisten tot koning Lodewijk XVII uitgeroepen. Bovendien riep Lodewijk Stanislaus Xaverius, de oom van Lodewijk XVII, zich uit als regent van Frankrijk onder heerschappij van zijn neefje. Vandaar dat de volgende heerser uit het huis Bourbon – Lodewijk Stanislaus Xaverius zelf – het volgnummer XVIII draagt. 

## Speculaties rond de dood van Lodewijk Karel
Op 8 juni 1795 overleed in de Temple een kind dat Louis Charles Capet werd genoemd. Hij zat hier gevangen sinds oktober 1793. Een ongeletterde schoenmaker zorgde voor hem, later was er alleen een schuif die open en dicht ging. Zijn behoefte deed hij in een hoek van zijn cel die eens per maand werd gereinigd. Dan ook kreeg hij nieuwe kleren. Als Paul Barras hem bezoekt schrikt hij van de doffe blik, het gezwollen gezicht en armen. Barras beloofde beterschap en vanaf toen werd Lodewijk met meer zorgen omringd. Barras vreesde dat de dood van de koningszoon, aangetast door schurft en tuberculose, koren zou zijn op de molen van de koningsgezinden.
Algemeen werd verondersteld dat dat niet de jonge koning was. Tallozen – waaronder zelfs iemand van Afrikaanse afkomst – hebben zich nadien voor hem uitgegeven en eisten zo de troon van Lodewijk XVII op, zonder succes – de veelheid van pretendenten zorgde ervoor dat niemand de geloofwaardigheid van een grote groep mensen kreeg. Enkele van de bekendste hebben tot in onze tijd van zich doen spreken doordat hun nazaten hun koninklijke afkomst bleven pretenderen. Karl Wilhelm Naundorff was nog een van de geloofwaardigsten: hij wist zeer veel bijzonderheden over het hofleven te vertellen en werd zelfs door een voormalige lakei herkend. Hij ligt begraven in Delft.

## Recente ontwikkelingen
De arts die de sectie op het lichaam van de in de Temple gestorven jongen uitvoerde, heeft het hart naar buiten gesmokkeld. Dit hart is in gemummificeerde toestand bewaard gebleven. In 2004 werd DNA uit dit hart vergeleken met DNA uit haarlokken van de dochters van keizerin Maria Theresia, die de grootmoeder aan moederszijde van de dauphin was. Daaruit bleek dat dit werkelijk het hart van Lodewijk XVII was. Het hart werd op 8 juni 2004 bijgezet in het familiegraf in de kathedraal van Saint-Denis.
De Groningse wetenschapper Johan Hendrik Petrie promoveerde op 15 juli 1995 aan de Rijksuniversiteit in Groningen op een proefschrift met de titel Lodewijk XVII-Naundorff, een mysterie ontrafeld waarin hij concludeerde dat Naundorff een bedrieger was. Deze conclusie werd in 1998 bevestigd door DNA-onderzoek, uitgevoerd door professor Jean-Jacques Cassiman van de KU Leuven. Maar het feit dat Naundorffs mitochondriaal DNA niet overeenkomt met dat van de eveneens in vrouwelijke lijn van Maria Theresia van Oostenrijk afstammende koningin van Roemenië wordt door de afstammelingen van Naundorff niet geaccepteerd. De huidige pretendenten, "hertogen van Normandië", wonen in Canada.

## Galerij

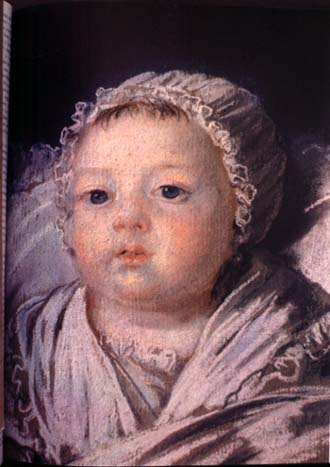
Portret hertog van Normandië, door Élisabeth Vigée Le Brun, 1786.
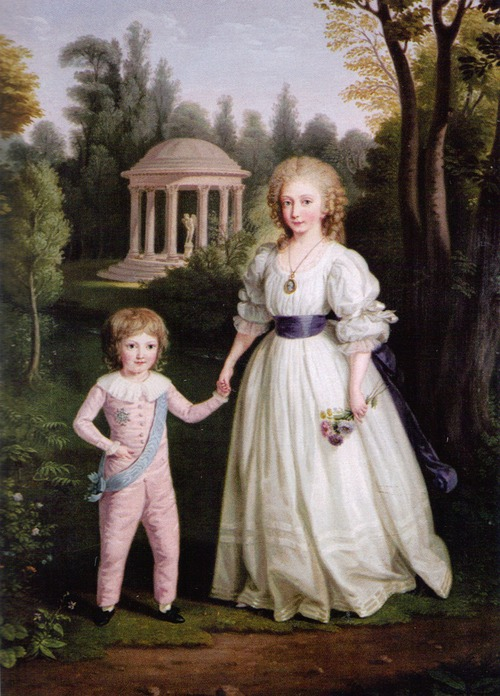
Lodewijk Karel, hertog van Normandië met zijn zus Maria Theresa in 1789.

## Kwartierstaat (voorouders)
| Lodewijk XV van Frankrijk (1710-1774) | Lodewijk XV van Frankrijk (1710-1774) | Lodewijk XV van Frankrijk (1710-1774) | Lodewijk XV van Frankrijk (1710-1774) | Lodewijk XV van Frankrijk (1710-1774) | Lodewijk XV van Frankrijk (1710-1774) | Maria Leszczyńska (1703-1768)      | Maria Leszczyńska (1703-1768)      | Maria Leszczyńska (1703-1768)      | Maria Leszczyńska (1703-1768)      | Maria Leszczyńska (1703-1768)          | Maria Leszczyńska (1703-1768)          |                                                   |                                                   | August III van Polen (1696-1763)                  | August III van Polen (1696-1763)                  | August III van Polen (1696-1763)                  | August III van Polen (1696-1763)                  | August III van Polen (1696-1763)     | August III van Polen (1696-1763)     | Maria Josepha van Oostenrijk (1699-1757) | Maria Josepha van Oostenrijk (1699-1757) | Maria Josepha van Oostenrijk (1699-1757) | Maria Josepha van Oostenrijk (1699-1757) | Maria Josepha van Oostenrijk (1699-1757) | Maria Josepha van Oostenrijk (1699-1757) |  |  | Keizer Karel VI (1685-1740)             | Keizer Karel VI (1685-1740)             | Keizer Karel VI (1685-1740)             | Keizer Karel VI (1685-1740)             | Keizer Karel VI (1685-1740)             | Keizer Karel VI (1685-1740)             | Elisabeth Christine van Brunswijk-Wolfenbüttel (1691-1750) | Elisabeth Christine van Brunswijk-Wolfenbüttel (1691-1750) | Elisabeth Christine van Brunswijk-Wolfenbüttel (1691-1750) | Elisabeth Christine van Brunswijk-Wolfenbüttel (1691-1750) | Elisabeth Christine van Brunswijk-Wolfenbüttel (1691-1750) | Elisabeth Christine van Brunswijk-Wolfenbüttel (1691-1750) |                                             |                                             | Leopold I van Lotharingen (1679-1729)       | Leopold I van Lotharingen (1679-1729)       | Leopold I van Lotharingen (1679-1729)     | Leopold I van Lotharingen (1679-1729)     | Leopold I van Lotharingen (1679-1729)     | Leopold I van Lotharingen (1679-1729)     | Elisabeth Charlotte van Orléans (1676-1744) | Elisabeth Charlotte van Orléans (1676-1744) | Elisabeth Charlotte van Orléans (1676-1744) | Elisabeth Charlotte van Orléans (1676-1744) | Elisabeth Charlotte van Orléans (1676-1744) | Elisabeth Charlotte van Orléans (1676-1744) |  |  |  |  |  |  |  |  |  |  |  |  |  |  |  |  |  |  |  |  |  |  |  |  |  |  |  |  |  |  |  |  |  |  |  |  |  |  |  |  |  |  |  |  |  |  |  |  |
| Lodewijk XV van Frankrijk (1710-1774) | Lodewijk XV van Frankrijk (1710-1774) | Lodewijk XV van Frankrijk (1710-1774) | Lodewijk XV van Frankrijk (1710-1774) | Lodewijk XV van Frankrijk (1710-1774) | Lodewijk XV van Frankrijk (1710-1774) | Maria Leszczyńska (1703-1768)      | Maria Leszczyńska (1703-1768)      | Maria Leszczyńska (1703-1768)      | Maria Leszczyńska (1703-1768)      | Maria Leszczyńska (1703-1768)          | Maria Leszczyńska (1703-1768)          |                                                   |                                                   | August III van Polen (1696-1763)                  | August III van Polen (1696-1763)                  | August III van Polen (1696-1763)                  | August III van Polen (1696-1763)                  | August III van Polen (1696-1763)     | August III van Polen (1696-1763)     | Maria Josepha van Oostenrijk (1699-1757) | Maria Josepha van Oostenrijk (1699-1757) | Maria Josepha van Oostenrijk (1699-1757) | Maria Josepha van Oostenrijk (1699-1757) | Maria Josepha van Oostenrijk (1699-1757) | Maria Josepha van Oostenrijk (1699-1757) |  |  | Keizer Karel VI (1685-1740)             | Keizer Karel VI (1685-1740)             | Keizer Karel VI (1685-1740)             | Keizer Karel VI (1685-1740)             | Keizer Karel VI (1685-1740)             | Keizer Karel VI (1685-1740)             | Elisabeth Christine van Brunswijk-Wolfenbüttel (1691-1750) | Elisabeth Christine van Brunswijk-Wolfenbüttel (1691-1750) | Elisabeth Christine van Brunswijk-Wolfenbüttel (1691-1750) | Elisabeth Christine van Brunswijk-Wolfenbüttel (1691-1750) | Elisabeth Christine van Brunswijk-Wolfenbüttel (1691-1750) | Elisabeth Christine van Brunswijk-Wolfenbüttel (1691-1750) |                                             |                                             | Leopold I van Lotharingen (1679-1729)       | Leopold I van Lotharingen (1679-1729)       | Leopold I van Lotharingen (1679-1729)     | Leopold I van Lotharingen (1679-1729)     | Leopold I van Lotharingen (1679-1729)     | Leopold I van Lotharingen (1679-1729)     | Elisabeth Charlotte van Orléans (1676-1744) | Elisabeth Charlotte van Orléans (1676-1744) | Elisabeth Charlotte van Orléans (1676-1744) | Elisabeth Charlotte van Orléans (1676-1744) | Elisabeth Charlotte van Orléans (1676-1744) | Elisabeth Charlotte van Orléans (1676-1744) |  |  |  |  |  |  |  |  |  |  |  |  |  |  |  |  |  |  |  |  |  |  |  |  |  |  |  |  |  |  |  |  |  |  |  |  |  |  |  |  |  |  |  |  |  |  |  |  |
|                                       |                                       |                                       |                                       |                                       |                                       |                                    |                                    |                                    |                                    |                                        |                                        |                                                   |                                                   |                                                   |                                                   |                                                   |                                                   |                                      |                                      |                                          |                                          |                                          |                                          |                                          |                                          |  |  |                                         |                                         |                                         |                                         |                                         |                                         |                                                            |                                                            |                                                            |                                                            |                                                            |                                                            |                                             |                                             |                                             |                                             |                                           |                                           |                                           |                                           |                                             |                                             |                                             |                                             |                                             |                                             |  |  |  |  |  |  |  |  |  |  |  |  |  |  |  |  |  |  |  |  |  |  |  |  |  |  |  |  |  |  |  |  |  |  |  |  |  |  |  |  |  |  |  |  |  |  |  |  |
|                                       |                                       |                                       |                                       | Lodewijk van Frankrijk (1729-1765)    | Lodewijk van Frankrijk (1729-1765)    | Lodewijk van Frankrijk (1729-1765) | Lodewijk van Frankrijk (1729-1765) | Lodewijk van Frankrijk (1729-1765) | Lodewijk van Frankrijk (1729-1765) |                                        |                                        |                                                   |                                                   |                                                   |                                                   | Maria Josepha van Saksen (1731-1767)              | Maria Josepha van Saksen (1731-1767)              | Maria Josepha van Saksen (1731-1767) | Maria Josepha van Saksen (1731-1767) | Maria Josepha van Saksen (1731-1767)     | Maria Josepha van Saksen (1731-1767)     |                                          |                                          |                                          |                                          |  |  |                                         |                                         |                                         |                                         | Keizer Frans I Stefan (1708-1765)       | Keizer Frans I Stefan (1708-1765)       | Keizer Frans I Stefan (1708-1765)                          | Keizer Frans I Stefan (1708-1765)                          | Keizer Frans I Stefan (1708-1765)                          | Keizer Frans I Stefan (1708-1765)                          |                                                            |                                                            |                                             |                                             |                                             |                                             | Maria Theresia van Oostenrijk (1717-1780) | Maria Theresia van Oostenrijk (1717-1780) | Maria Theresia van Oostenrijk (1717-1780) | Maria Theresia van Oostenrijk (1717-1780) | Maria Theresia van Oostenrijk (1717-1780)   | Maria Theresia van Oostenrijk (1717-1780)   |                                             |                                             |                                             |                                             |  |  |  |  |  |  |  |  |  |  |  |  |  |  |  |  |  |  |  |  |  |  |  |  |  |  |  |  |  |  |  |  |  |  |  |  |  |  |  |  |  |  |  |  |  |  |  |  |
|                                       |                                       |                                       |                                       | Lodewijk van Frankrijk (1729-1765)    | Lodewijk van Frankrijk (1729-1765)    | Lodewijk van Frankrijk (1729-1765) | Lodewijk van Frankrijk (1729-1765) | Lodewijk van Frankrijk (1729-1765) | Lodewijk van Frankrijk (1729-1765) |                                        |                                        |                                                   |                                                   |                                                   |                                                   | Maria Josepha van Saksen (1731-1767)              | Maria Josepha van Saksen (1731-1767)              | Maria Josepha van Saksen (1731-1767) | Maria Josepha van Saksen (1731-1767) | Maria Josepha van Saksen (1731-1767)     | Maria Josepha van Saksen (1731-1767)     |                                          |                                          |                                          |                                          |  |  |                                         |                                         |                                         |                                         | Keizer Frans I Stefan (1708-1765)       | Keizer Frans I Stefan (1708-1765)       | Keizer Frans I Stefan (1708-1765)                          | Keizer Frans I Stefan (1708-1765)                          | Keizer Frans I Stefan (1708-1765)                          | Keizer Frans I Stefan (1708-1765)                          |                                                            |                                                            |                                             |                                             |                                             |                                             | Maria Theresia van Oostenrijk (1717-1780) | Maria Theresia van Oostenrijk (1717-1780) | Maria Theresia van Oostenrijk (1717-1780) | Maria Theresia van Oostenrijk (1717-1780) | Maria Theresia van Oostenrijk (1717-1780)   | Maria Theresia van Oostenrijk (1717-1780)   |                                             |                                             |                                             |                                             |  |  |  |  |  |  |  |  |  |  |  |  |  |  |  |  |  |  |  |  |  |  |  |  |  |  |  |  |  |  |  |  |  |  |  |  |  |  |  |  |  |  |  |  |  |  |  |  |
|                                       |                                       |                                       |                                       |                                       |                                       |                                    |                                    |                                    |                                    | Lodewijk XVI van Frankrijk (1754-1793) | Lodewijk XVI van Frankrijk (1754-1793) | Lodewijk XVI van Frankrijk (1754-1793)            | Lodewijk XVI van Frankrijk (1754-1793)            | Lodewijk XVI van Frankrijk (1754-1793)            | Lodewijk XVI van Frankrijk (1754-1793)            |                                                   |                                                   |                                      |                                      |                                          |                                          |                                          |                                          |                                          |                                          |  |  |                                         |                                         |                                         |                                         |                                         |                                         |                                                            |                                                            |                                                            |                                                            | Marie Antoinette van Oostenrijk (1755-1793)                | Marie Antoinette van Oostenrijk (1755-1793)                | Marie Antoinette van Oostenrijk (1755-1793) | Marie Antoinette van Oostenrijk (1755-1793) | Marie Antoinette van Oostenrijk (1755-1793) | Marie Antoinette van Oostenrijk (1755-1793) |                                           |                                           |                                           |                                           |                                             |                                             |                                             |                                             |                                             |                                             |  |  |  |  |  |  |  |  |  |  |  |  |  |  |  |  |  |  |  |  |  |  |  |  |  |  |  |  |  |  |  |  |  |  |  |  |  |  |  |  |  |  |  |  |  |  |  |  |
|                                       |                                       |                                       |                                       |                                       |                                       |                                    |                                    |                                    |                                    | Lodewijk XVI van Frankrijk (1754-1793) | Lodewijk XVI van Frankrijk (1754-1793) | Lodewijk XVI van Frankrijk (1754-1793)            | Lodewijk XVI van Frankrijk (1754-1793)            | Lodewijk XVI van Frankrijk (1754-1793)            | Lodewijk XVI van Frankrijk (1754-1793)            |                                                   |                                                   |                                      |                                      |                                          |                                          |                                          |                                          |                                          |                                          |  |  |                                         |                                         |                                         |                                         |                                         |                                         |                                                            |                                                            |                                                            |                                                            | Marie Antoinette van Oostenrijk (1755-1793)                | Marie Antoinette van Oostenrijk (1755-1793)                | Marie Antoinette van Oostenrijk (1755-1793) | Marie Antoinette van Oostenrijk (1755-1793) | Marie Antoinette van Oostenrijk (1755-1793) | Marie Antoinette van Oostenrijk (1755-1793) |                                           |                                           |                                           |                                           |                                             |                                             |                                             |                                             |                                             |                                             |  |  |  |  |  |  |  |  |  |  |  |  |  |  |  |  |  |  |  |  |  |  |  |  |  |  |  |  |  |  |  |  |  |  |  |  |  |  |  |  |  |  |  |  |  |  |  |  |
|                                       |                                       |                                       |                                       |                                       |                                       |                                    |                                    |                                    |                                    |                                        |                                        |                                                   |                                                   |                                                   |                                                   |                                                   |                                                   |                                      |                                      |                                          |                                          |                                          |                                          |                                          |                                          |  |  |                                         |                                         |                                         |                                         |                                         |                                         |                                                            |                                                            |                                                            |                                                            |                                                            |                                                            |                                             |                                             |                                             |                                             |                                           |                                           |                                           |                                           |                                             |                                             |                                             |                                             |                                             |                                             |  |  |  |  |  |  |  |  |  |  |  |  |  |  |  |  |  |  |  |  |  |  |  |  |  |  |  |  |  |  |  |  |  |  |  |  |  |  |  |  |  |  |  |  |  |  |  |  |
|                                       |                                       |                                       |                                       |                                       |                                       |                                    |                                    |                                    |                                    |                                        |                                        |                                                   |                                                   |                                                   |                                                   |                                                   |                                                   |                                      |                                      |                                          |                                          |                                          |                                          |                                          |                                          |  |  |                                         |                                         |                                         |                                         |                                         |                                         |                                                            |                                                            |                                                            |                                                            |                                                            |                                                            |                                             |                                             |                                             |                                             |                                           |                                           |                                           |                                           |                                             |                                             |                                             |                                             |                                             |                                             |  |  |  |  |  |  |  |  |  |  |  |  |  |  |  |  |  |  |  |  |  |  |  |  |  |  |  |  |  |  |  |  |  |  |  |  |  |  |  |  |  |  |  |  |  |  |  |  |
|                                       |                                       |                                       |                                       |                                       |                                       |                                    |                                    |                                    |                                    |                                        |                                        | Marie Thérèse Charlotte van Frankrijk (1778-1851) | Marie Thérèse Charlotte van Frankrijk (1778-1851) | Marie Thérèse Charlotte van Frankrijk (1778-1851) | Marie Thérèse Charlotte van Frankrijk (1778-1851) | Marie Thérèse Charlotte van Frankrijk (1778-1851) | Marie Thérèse Charlotte van Frankrijk (1778-1851) |                                      |                                      | Lodewijk Jozef van Frankrijk (1781−1789) | Lodewijk Jozef van Frankrijk (1781−1789) | Lodewijk Jozef van Frankrijk (1781−1789) | Lodewijk Jozef van Frankrijk (1781−1789) | Lodewijk Jozef van Frankrijk (1781−1789) | Lodewijk Jozef van Frankrijk (1781−1789) |  |  | Lodewijk XVII van Frankrijk (1785-1795) | Lodewijk XVII van Frankrijk (1785-1795) | Lodewijk XVII van Frankrijk (1785-1795) | Lodewijk XVII van Frankrijk (1785-1795) | Lodewijk XVII van Frankrijk (1785-1795) | Lodewijk XVII van Frankrijk (1785-1795) |                                                            |                                                            | Sophie Beatrix van Frankrijk (1786-1787)                   | Sophie Beatrix van Frankrijk (1786-1787)                   | Sophie Beatrix van Frankrijk (1786-1787)                   | Sophie Beatrix van Frankrijk (1786-1787)                   | Sophie Beatrix van Frankrijk (1786-1787)    | Sophie Beatrix van Frankrijk (1786-1787)    |                                             |                                             |                                           |                                           |                                           |                                           |                                             |                                             |                                             |                                             |                                             |                                             |  |  |  |  |  |  |  |  |  |  |  |  |  |  |  |  |  |  |  |  |  |  |  |  |  |  |  |  |  |  |  |  |  |  |  |  |  |  |  |  |  |  |  |  |  |  |  |  |